# Pontevedra CF
Pontevedra CF is een Spaanse voetbalclub uit Pontevedra in de provincie Galicië. Thuisstadion is Estadio Municipal de Pasarón. Pontevedra CF speelt sinds 2022 in de Primera División RFEF.

## Geschiedenis
Pontevedra CF werd op 16 oktober 1941 opgericht. In 1943 debuteert het in de Tercera División. De club beleefde haar roemjaren in de jaren zestig van de twintigste eeuw. In 1963 promoveerde Pontevedra CF naar de Primera División. Na slechts één seizoen degradeerde de club echter weer. Een jaar later promoveerde Pontevedra CF opnieuw en kon toen vijf seizoenen standhouden en eindigde bovendien twee keer in de top 10. In 1970 degradeerde Pontevedra CF wederom en de club kwam in de loop der jaren uit in de lagere Spaanse profdivisies. In 2005 degradeerde Pontevedra CF als nummer 22 van de Segunda División A naar de Segunda B. De club won in 2007 de Copa Federación de España door in de finale te winnen van het tweede elftal van RCD Mallorca.
Tijdens het overgangsseizoen 2020-2021, het laatste van de Segunda División B, kon de ploeg een plaats in de Segunda División RFEF afdwingen.  
Ook tijdens dit seizoen 2021-2022 speelde de ploeg constant aan de top van de Segunda División RFEF en werd het uiteindelijk kampioen.
Zo speelde de ploeg in seizoen 2022-2023 één jaar in de Primera Federación (niveau III), maar zakte nadien terug naar de Segunda Federación (niveau IV).
Op 3 Januari 2025 zorgde Pontevedra voor een stunt door in de zestiende finales van de Copa del Rey 2024/25 Eerste klasser en finalist van vorig jaar, RCD Mallorca, uit te schakelen met 3-0.

## Gewonnen prijzen
- Segunda División A: 1962/63 en 1964/65
- Segunda División B: 2003/04 en 2006/07
- Segunda División RFEF: 2021/22
- Tercera División: 1946/47, 1947/48, 1959/60, 1975/76, 1981/82, 1982/83, 1983/84, 2014/15
- Copa Federación de España: 2007

## Eindklasseringen
- 1943 3e
1e regionaal
- 1944 4e
Tercera División
- 1945 6e
Tercera División
- 1946 3e
Tercera División
- 1947 1e
Tercera División
- 1948 1e
Tercera División
- 1949 8e
Tercera División
- 1950 9e
Tercera División
- 1951 9e
Tercera División
- 1952 5e
Tercera División
- 1953 12e
Tercera División
- 1954 12e
Tercera División
- 1955 2e
Tercera División
- 1956 6e
Tercera División
- 1957 15e
Tercera División
- 1958 2e
1e regionaal
- 1959 9e
Tercera División
- 1960 1e
Tercera División
- 1961 5e
Segunda División
- 1962 9e
Segunda División
- 1963 1e
Segunda División
- 1964 15e
Primera División
- 1965 1e
Segunda División
- 1966 7e
Primera División
- 1967 10e
Primera División
- 1968 8e
Primera División
- 1969 12e
Primera División
- 1970 16e
Primera División
- 1971 10e
Segunda División
- 1972 11e
Segunda División
- 1973 18e
Segunda División
- 1974 3e
Tercera División
- 1975 7e
Tercera División
- 1976 1e
Tercera División
- 1977 17e
Segunda División
- 1978 7e
Segunda División B
- 1979 16e
Segunda División B
- 1980 13e
Segunda División B
- 1981 18e
Segunda División B
- 1982 1e
Tercera División
- 1983 1e
Tercera División
- 1984 1e
Tercera División
- 1985 7e
Segunda División B
- 1986 9e
Segunda División B
- 1987 6e
Segunda División B
- 1988 5e
Segunda División B
- 1989 6e
Segunda División B
- 1990 10e
Segunda División B
- 1991 14e
Segunda División B
- 1992 9e
Segunda División B
- 1993 13e
Segunda División B
- 1994 5e
Segunda División B
- 1995 4e
Segunda División B
- 1996 12e
Segunda División B
- 1997 9e
Segunda División B
- 1998 10e
Segunda División B
- 1999 12e
Segunda División B
- 2000 7e
Segunda División B
- 2001 14e
Segunda División B
- 2002 4e
Segunda División B
- 2003 4e
Segunda División B
- 2004 1e
Segunda División B
- 2005 20e
Segunda División
- 2006 2e
Segunda División B
- 2007 1e
Segunda División B
- 2008 2e
Segunda División B
- 2009 12e
Segunda División B
- 2010 4e
Segunda División B
- 2011 18e
Segunda División B
- 2012 4e
Tercera División
- 2013 5e
Tercera División
- 2014 4e
Tercera División
- 2015 1e
Tercera División
- 2016 9e
Segunda División B
- 2017 4e
Segunda División B
- 2018 14e
Segunda División B
- 2019 6e
Segunda División B
- 2020 9e
Segunda División B
- 2021 7e
Segunda División B
- 2022 1e
Tercera Federación
- 2023 19e
Segunda División B
- 2024 2e
Tercera Federación
- 2025 1e
Segunda Federación

- Primera División
- Segunda División
- Segunda División B
- Segunda Federación
- Tercera Federación
- 1e regionaal

## Bekende spelers
- David Bermudo
- Mikael Yourassowsky